# Trestiana, Vaslui
Trestiana (cunoscută în trecut initial ca Palerma , apoi ca Stroe Beloescu ) este un sat în comuna Grivița din județul Vaslui, Moldova, România. Numele de „Trestiana” a fost atribuit in timpul " cultului personalitatii " ( 1968 ) a lui N. Ceausescu , după pârâul Trestiana ce își are izvorul în vecinătatea localității și se varsă în râul Bârlad.
În jurul anilor 1900-1912, filantropul Stroe S. Belloescu construiește școala din sat , iar la Grivita scoala , biserica creștin-ortodoxă și prima statue din tara a lui Alexandru Ioan Cuza , instituții ce dăinuiesc și astăzi. În acea perioadă localitatea facea parte din județul Tutova. 
Localitatea s-a extins puternic în preajma anilor 1866-1875 când a fost construită calea ferată Tecuci - Bârlad. În acea perioadă mulți muncitori se stabilesc în această localitate. Calea ferată a fost construită de consorțiul german Strousberg însă muncitorii lucrau sub comanda unor italieni din Palermo , motiv pentru care satul s-a denumit Palerma . Tot aici au fost improprietăriti cei care au luptat in războiul de independenta din 1877 . 